# Zuzana Antares
Zuzana Antares (* 16. prosince 1962 Brno) je česká spisovatelka a překladatelka, píšící o věštectví, magii a okultismu. Je jediná česká autorka, systematicky mapující okultní vědy.[zdroj?]

## Život
Narozena v Brně. Zabývá se okultními naukami, o nichž píše zábavné články, kratší odborné stati i knihy pro veřejnost. Od roku 1982 studuje skryté skutečnosti světa, magické schopnosti člověka a zákonitosti běhu světa a osudu.[zdroj?]
V posledních dvaadvaceti (od 1990) letech se profesionálně zabývá poradenstvím, především tarotem. Zde využívá netradičních technik, kombinujících metody předvídání, tradici západního hermetismu a moderní formy práce s osobností. V roce 1992 porodila syna Samaela. Roku 1993 založila a stále vede Školu věšteckých umění a esoteriky v Brně a Českou tarotovou školu. Je hlavou magického řádu Malé opatství Thelémské.

### Knihy
- Sedmero věšteckých umění (1997), úspěšná prvotina, dodnes prodávaná.
- Učebnice výkladu tarotu (2000, 2. vydání 2002, 3. vydání 2006) V Česku vůbec nejprodávanější a stále žádaná publikace o tarotu pro všechny zájemce.
- Základy magie (vyšlo 2001) pokus o zasvěcení čtenáře do umění magického rozumu.
- Malá škola čarodějnictví (2002, 2. vydání 2005), ženská forma magie pro ženy i muže. Čarodějnictví bez pověr a příkras.
- Živlová magie (2004) odborná monografie, shrnující historii, teorii a především praxi prvních stupňů zasvěcení.
- Učebnice výkladu Crowley tarotu (2005) očišťuje tento hermeticky významný tarot od lidových vykladačských pověr.
- Kniha kouzel (2012) knížečka, která na příkladech kouzel z různé oblasti vysvětluje, jak fungují.

### Překlady
- Svatá magie Abramelina mága (1994, 2002) klíč k silám magie.
- Necronomicon (2011) je údajný starý sumerský rukopis. Se zasvěceným komentářem překladatelky a doslovem Sanovým.